# Insuffisance respiratoire chronique
Pour les articles homonymes, voir IRC.
L'insuffisance respiratoire chronique (IRC) correspond à l'incapacité du système respiratoire à assurer normalement l'hématose, c'est-à-dire l'oxygénation du sang ainsi que l'élimination du dioxyde de carbone au niveau des poumons. Par convention, l'IRC est définie par une pression partielle artérielle en dioxygène (PaO2) inférieure à 70 mmHg lors de la mesure des gaz du sang artériel à trois reprises en dehors de tout épisode aigu.
Elle est la conséquence définitive de nombreuses pathologies respiratoires, que l'on peut séparer en deux grands types :
- Les pathologies obstructives telles que les bronchopneumopathies chroniques obstructives (BPCO) ou l'asthme sévère, où l'on constate alors une atteinte du parenchyme pulmonaire aboutissant à une diminution des échanges gazeux ;
- Les pathologies restrictives, plus généralement dues à une atteinte neurologique ou neuromusculaire, et pour lesquelles il y a alors une atteinte de la mécanique ventilatoire.

L'insuffisance respiratoire chronique grave (IRCG) est définie quant à elle par une pression artérielle en oxygène (PaO2) inférieure à 55 mmHg (ou inférieure à 60 mmHg avec hypoxémie nocturne, polyglobulie, ou signes d’insuffisance cardiaque droite), nécessitant une oxygénation à domicile.